# حضور توزیع شده
حضور توزیع‌شده (به انگلیسی: Distributed presence) یک اصطلاح بازاریابی دیجیتال است که به معنای توزیع حضور یک نام تجاری از طریق کانال‌های ارتباطی متعدد برای رسیدن به‌طور مؤثر در مصرف‌کنندگان هدف است. برندها برای دستیابی و برقراری ارتباط با مصرف‌کنندگان، امروزه دارای زرادخانه ای از تاکتیک‌ها هستند که برخی از آنها شامل: فیلم، صدا، ایمیل، وب سایت‌ها و میکروسایت‌ها، رسانه‌های پرداخت شده، بهینه‌سازی موتور جستجو و بازاریابی موتور جستجو، وبلاگ نویسی، رسانه‌های اجتماعی، برنامه‌های تأثیر اجتماعی، وب پخش و توزیع محتوا، ابزارک‌ها، اسباب بازی‌ها، برنامه‌های بازاریابی کلمه به دهان و برنامه‌های بازاریابی ویروس وار، رسانه‌های تلفن همراه، بازاریابی متن موبایل، برنامه‌های موبایل، رسانه همگرا و غیره می‌شوند.